# Csákháza
Csákháza (1899-ig Kis-Kubra, szlovákul: Kubrica, korábban Malá Kubra) Trencsén városrésze Szlovákiában, a Trencséni kerület Trencséni járásában. Lakosainak száma: 311.

## Fekvése
Trencsén központjától 5 km-re keletre fekszik.

## Története
A falu egykor Csák Mátéval volt kapcsolatban, akinek valószínűleg udvarháza volt itt. A Csákok mellett a gróf Cseszneky és Illésházy családok rendelkeztek itt földbirtokkal.
A 18. század végén Vályi András így ír róla: „Kis, és Nagy Kubra. Kis Kubrának földes Ura G. Illésházy Uraság, fekszik Szoblahónak szomszédságában, és annak filiája, Nagy Kubra pedig fekszik Trentsénhez 1/4 mértföldnyire, Apátfalvához is közel, és annak filiája, határbéli földgyeik termékenyek, réttyeik jók, legelőjök, fájok van, piatzozások is nem meszsze.”
Fényes Elek 1851-ben kiadott geográfiai szótárában így ír a faluról: „Kis-Kubra, v. Kubricza, Trencsén m. tót falu, Trencsénhez keletre 1/2 órányira: 154 kath. lakossal. Nevezetes savanyuviz-forrásáért, melly igen tiszta és szeszes, szaga keresztülható, íze kellemes savanyu és frissitő. Alkotó részei: ércz-szesz, kevés vas, alkali föld, só, és ásvány alkali. A körülbelől fekvő vidék mind italra, mind főzésre használja. Foganatja szembetünő a savanyuságtól eredt hideglelésekben, a máj-, epe-, vesedugulásokban; a vizelletet igen hajtja; azonban a forró betegségben ártalmas. F. u. a trencséni, vagyis a dubnicai uradalom. Ut. post. Trencsén.”
1910-ben 165, túlnyomórészt szlovák lakosa volt. 1920 előtt Trencsén vármegye Trencséni járásához tartozott.

## Lásd még
- Trencsén
- Csákfalva
- Diósfalu
- Trencsénpüspöki
- Vágapátfalva
- Vágaranyos
- Vághidas
- Vágszabolcs